# Dél-ázsiai labdarúgó-bajnokság
A Dél-ázsiai labdarúgó-bajnokság (angolul: SAFF Championship) egy a SAFF által kiírt nemzetközi labdarúgótorna Dél-ázsiai labdarúgó-válogatottak számára.
A férfiaknak, 1993-ban. a nőknek 2010-ben volt az első torna.
Férfiaknál a jelenlegi címvédő és egyben legsikeresebb India csapata 7 győzelemmel.
Nőknél a jelenlegi címvédő és egyben legeredményesebb csapat szintén India 3 győzelemmel.

## Férfi torna
| Év             | Rendező   |             | Döntő              | Döntő             | Döntő             |          | Bronzmérkőzés | Bronzmérkőzés | Bronzmérkőzés |
| Év             | Rendező   | Győztes     | Eredmény           | Döntős            | 3. helyezett      | Eredmény | 4. helyezett  |               |               |
| 1993 Részletek | Pakisztán | · India     | [mj 1]             | · Srí Lanka       | · Nepál           | [mj 1]   | · Pakisztán   |               |               |
| 1995 Részletek | Srí Lanka | · Srí Lanka | 1 – 0              | · India           | · Banglades       | [mj 2]   | · Nepál       |               |               |
| 1997 Részletek | Nepál     | · India     | 5 – 1              | · Maldív-szigetek | · Pakisztán       | 1 – 0    | · Srí Lanka   |               |               |
| 1999 Részletek | India     | · India     | 2 – 0              | · Banglades       | · Maldív-szigetek | 2 – 0    | · Nepál       |               |               |
| 2003 Részletek | Banglades | · Banglades | 1 – 1 (5 – 3 b.u.) | · Maldív-szigetek | · India           | 2 – 1    | · Pakisztán   |               |               |

| Év             | Rendező                    | Final             | Final              | Final             | Elődöntők vesztesei [2]        | Elődöntők vesztesei [2]        | Elődöntők vesztesei [2]        |
| Év             | Rendező                    | Győztes           | Eredmény           | 2. helyezett      | Elődöntők vesztesei [2]        | Elődöntők vesztesei [2]        | Elődöntők vesztesei [2]        |
| -------------- | -------------------------- | ----------------- | ------------------ | ----------------- | ------------------------------ | ------------------------------ | ------------------------------ |
| 2005 Részletek | Pakisztán                  | · India           | 2 – 0              | · Banglades       | Maldív-szigetek és Pakisztán   | Maldív-szigetek és Pakisztán   | Maldív-szigetek és Pakisztán   |
| 2008 Részletek | Maldív-szigetek, Srí Lanka | · Maldív-szigetek | 1 – 0              | · India           | Bhután és Srí Lanka            | Bhután és Srí Lanka            | Bhután és Srí Lanka            |
| 2009 Részletek | Banglades                  | · India           | 0 – 0 (3 – 1 b.u.) | · Maldív-szigetek | Banglades és Srí Lanka         | Banglades és Srí Lanka         | Banglades és Srí Lanka         |
| 2011 Részletek | India                      | · India           | 4 – 0              | · Afganisztán     | Maldív-szigetek és Nepál       | Maldív-szigetek és Nepál       | Maldív-szigetek és Nepál       |
| 2013 Részletek | Nepál                      | · Afganisztán     | 2 – 0              | · India           | Maldív-szigetek és Nepál       | Maldív-szigetek és Nepál       | Maldív-szigetek és Nepál       |
| 2015 Részletek | India                      | · India           | 2 – 1              | · Afganisztán     | · Maldív-szigetek és Srí Lanka | · Maldív-szigetek és Srí Lanka | · Maldív-szigetek és Srí Lanka |

- h.u. – hosszabbítás után
- b.u. – büntetők után
- n.r. – nem rendeztek bronzmérkőzést

## Éremtáblázat
| Poz. | Ország          |   |   |   |    |
| ---- | --------------- | - | - | - | -- |
| 1.   | India           | 7 | 3 | 1 | 11 |
| 2.   | Maldív-szigetek | 1 | 3 | 5 | 9  |
| 3.   | Banglades       | 1 | 2 | 2 | 5  |
| 4.   | Afganisztán     | 1 | 2 | 0 | 3  |
| 5.   | Srí Lanka       | 1 | 1 | 3 | 5  |
| 6.   | Nepál           | 0 | 0 | 3 | 3  |
| 7.   | Pakisztán       | 0 | 0 | 2 | 2  |
| 8.   | Bhután          | 0 | 0 | 1 | 1  |

## Női torna
| Év             | Rendező   | Döntő   | Döntő    | Döntő        | Elődöntő vesztesek          | Elődöntő vesztesek          | Elődöntő vesztesek          |
| Év             | Rendező   | Győztes | Eredmény | 2. helyezett | Elődöntő vesztesek          | Elődöntő vesztesek          | Elődöntő vesztesek          |
| -------------- | --------- | ------- | -------- | ------------ | --------------------------- | --------------------------- | --------------------------- |
| 2010 Részletek | Banglades | · India | 1 – 0    | · Nepál      | Banglades és Pakisztán      | Banglades és Pakisztán      | Banglades és Pakisztán      |
| 2012 Részletek | Srí Lanka | · India | 3 – 1    | · Nepál      | Afganisztán és · Srí Lanka, | Afganisztán és · Srí Lanka, | Afganisztán és · Srí Lanka, |
| 2014 Részletek | Pakisztán | · India | 6 – 0    | · Nepál      | Banglades és Srí Lanka,     | Banglades és Srí Lanka,     | Banglades és Srí Lanka,     |
| 2016 Részletek | India     | · India | 3 — 1    | · Banglades  |                             |                             |                             |

- h.u. – hosszabbítás után
- b.u. – büntetők után

## Éremtáblázat
| Poz. | Ország      |   |   |   |   |
| ---- | ----------- | - | - | - | - |
| 1.   | India       | 4 | 0 | 0 | 4 |
| 2.   | Nepál       | 0 | 3 | 0 | 3 |
| 3.   | Banglades   | 0 | 1 | 2 | 3 |
| 3.   | Srí Lanka   | 0 | 0 | 2 | 2 |
| 4.   | Pakisztán   | 0 | 0 | 1 | 1 |
| 4.   | Afganisztán | 0 | 0 | 1 | 1 |